# Nukuhiva
Nukuhiva is een monotypisch geslacht van spinnen uit de  familie van de kraamwebspinnen (Pisauridae).

## Soort
- Nukuhiva adamsoni Berland, 1933